# Java Message Service
JMS (Java Message Service) – standardowy zestaw interfejsów i modeli asynchronicznego przesyłania komunikatów w języku programowania Java. Specyfikacja JMS jest darmowa i przygotowana przez firmę Sun. Istnieje kilka implementacji tego standardu.